# 华蓥站
华蓥站，位于中华人民共和国四川省华蓥市双河街道，是襄渝铁路上的火车站，建于1975年，成都铁路局重庆北车务段管辖。
本站原站名高顶山站。襄渝铁路华蓥段建于1969年，1975年12月10日通车，于华蓥境内设有禄市、高顶山、高兴和华蓥4个站。1985年12月高顶山和华蓥分别更名为华蓥和庆华。庆华站后被撤销:267。

## 車站周邊
- 华蓥汽车站
- 赛菲尔酒店
- 华蓥市双河派出所
- 新世纪大酒店
- 广安华蓥假日酒店
- 华蓥市国税局